# Ясна Поляна (Херсонський район)
Я́сна Поля́на — село в Україні, у Дар'ївській сільській громаді Херсонського району Херсонської області. Населення становить 39 осіб.

## Населення
Згідно з переписом УРСР 1989 року чисельність наявного населення села становила 25 осіб, з яких 13 чоловіків та 12 жінок.
За переписом населення України 2001 року в селі мешкало 39 осіб.

### Мовний склад
Рідна мова населення за даними перепису 2001 року:
| Мова       | Чисельність, осіб | Доля     |
| ---------- | ----------------- | -------- |
| Українська | 37                | 94,87 %  |
| Російська  | 2                 | 5,13 %   |
| Разом      | 39                | 100,00 % |